# Lívia Rév
Lívia Rév (ur. 5 lipca 1916 w Budapeszcie, zm. 28 marca 2018 w Paryżu) – węgierska pianistka klasyczna.

## Życiorys
Naukę rozpoczęła u Magrit Varró i Klary Mathe. W wieku dziewięciu lat wygrała Grand Prix des Enfants Prodiges. Mając dwanaście lat po raz pierwszy wystąpiła z orkiestrą, grając koncert Es-dur Mozarta. W późniejszych latach jej nauczycielami byli Leó Weiner i Arnold Székely (Uniwersytet Muzyczny im. Ferenca Liszta), profesor Robert Teichmüller (Konserwatorium w Lipsku) oraz Paul Weingarten Konserwatorium Wiedeńskie). Wygrała Ferenc Liszt International Record Grand Prix. W 1946 roku opuściła Węgry i osiedliła się we Francji. Lívia Rév i jej mąż Benjamin Dunn mieszkali w Paryżu.
Na Węgrzech powstał o niej film.

## Występy
Rév występowała w Europie, Azji, Afryce oraz Stanach Zjednoczonych. Jako solistka koncertowała pod batutą dyrygentów takich jak Sir Adrian Boult, André Cluytens, Jascha Horenstein, Eugen Jochum, Josef Krips, Rafael Kubelík, Hans Schmidt-Isserstedt, Constantin Silvestri oraz Walter Susskind.
Jej pierwszy występ w USA odbył się w 1963 r. na zaproszenie Rockefeller Institute. Od tamtej pory często koncertowała w Stanach Zjednoczonych.

## Nagrania
W dorobku ponad trzydziestu nagrań artystki znajdują się m.in. kompletne Preludia Debussy'ego, Nokturny Chopina i Lieder ohne Worte Mendelssohna.